# BH Девы
BH Девы (лат. BH Virginis), HD 121909 — кратная звезда в созвездии Девы на расстоянии приблизительно 485 световых лет (около 149 парсек) от Солнца. Возраст звезды определён как около 4,426 млн лет.
Пара первого и второго компонентов — двойная затменная переменная звезда типа Алголя (EA). Визуальная звёздная величина звезды — от +10,56m до +9,6m. Орбитальный период — около 0,817 суток (19,605 часа).
Открыта Куно Хофмейстером в 1935 году.

## Характеристики
Первый компонент — жёлтый карлик, эруптивная переменная звезда типа RS Гончих Псов (RS) спектрального класса G0V, или G0, или F6-F8V, или F8V. Масса — около 1,251 солнечной, радиус — около 1,228 солнечного, светимость — около 2,669 солнечной. Эффективная температура — около 6100 K.
Второй компонент — жёлтый карлик спектрального класса G2V, или G5V. Масса — около 1,05 солнечной, радиус — около 1,118 солнечного. Эффективная температура — около 5500 K.
Третий компонент. Орбитальный период — около 9,2 года*.

## Планетная система
В 2019 году учёными, анализирующими данные проектов Hipparcos и Gaia, у звезды обнаружена планета HIP 68258 b.